# Pleumartin
Pleumartin település Franciaországban, Vienne megyében. Lakosainak száma 1208 fő (2022. január 1.). Pleumartin Archigny, Chenevelles, Leigné-les-Bois, La Roche-Posay, Saint-Pierre-de-Maillé és Vicq-sur-Gartempe községekkel határos.

## Népesség
A település népességének változása:
| Lakosok száma | 1223 | 1243 | 1262 | 1246 | 1232 | 1217 | 1203 | 1204 | 1208 |
|               | 2013 | 2015 | 2016 | 2017 | 2018 | 2019 | 2020 | 2021 | 2022 |